# 11313 Kügelgen
11313 Kügelgen este un asteroid din centura principală, descoperit pe 3 aprilie 1994, de Freimut Börngen.